# 日本果実工業
日本果実工業株式会社（にほんかじつこうぎょう）は、山口県山口市に本社を置く、農産加工品および清涼飲料水を中心とした製造業。もともと全国農業協同組合連合会山口県本部（旧・山口県経済連）の各加工場で製造された商品を販売するための組織として設立されたこともあり、2025年現在もJAグループ山口のメンバーである。また、自社ブランド商品は全商品山口県産の農作物を使っている。

## 生産体制
本社隣接地と萩市、周防大島町に加工場を持つ。
自社ブランド製品の製造販売の他、主力事業として他社の各種清涼飲料水の受託製造（OEM）も請け負っている。山口加工場と防府市の防府工場（元・キリンビバックス工場）で製造しているが、2018年に本社工場隣接地にOEM向け飲料ラインを増設している。

## 自社ブランド製品
- 長州地サイダー(夏みかん味)
- 山口県産黒大豆使用 黒豆っ茶!
- 山口県産 みかんジュース
- 山口のお茶 小野茶（宇部市が産地）
- 国産(山口県産) 山口みかんゼリー
- 国産(山口県産) 甘夏ゼリー
- 国産(山口県産) 山口いよかんゼリー
- 山口県萩産 夏みかんのチューハイ
- 山口県産 ゆずのチューハイ
- 萩の夏みかんマーマレード
- だいこんどりんく
- 国産(山口県産)トマトジュース
- 瀬戸内みかん　粒々入り
- 瀬戸内甘夏みかん　粒々入り
- 瀬戸内れもん

## 他社ブランド受託製造
- サントリー食品インターナショナル
- キリンビバレッジ
- アサヒ飲料
- 日本コカ・コーラ
  - マックスコーヒー（旧・利根ソフトドリンクから受託製造、初期のみ。当時山口県下では未発売）
  - 檸檬堂（九州地区での先行販売時から受託製造[4]）
- アサヒビール
  - 未来のレモンサワー
- 伊藤園
- ダイドードリンコ
- UCC上島珈琲
- 白鶴酒造
- 不二家
- 花王 - 製品の一部（ヘルシア緑茶など）を受託生産
- イオン
  - トップバリュベストプライス　スポーツドリンク（日本果実工業とハルナプロデュースの群馬県内工場２ヶ所で製造してる商品）